# 东南卫视
东南卫视，正式名称为东南频道，是福建省广播影视集团旗下的两个卫星电视频道之一（另一卫视频道为海峡卫视，为福建电视台国际频道的呼号），于1994年正式开播。东南卫视信号通过中星6B號卫星、中星九号通信卫星和鑫诺3号卫星覆盖整个亚洲、北美洲、东欧、非洲以及大洋洲等近50个国家和地区，在全球拥有超过7.5亿的可接收人口。东南卫视是中国最早制播娱乐节目的频道之一，《开心100》《银河之星大擂台》曾风靡全国，目前以涉台湾新闻报道节目为特色。

## 历史
1994年1月1日，福建电视台第二套节目上星播出，呼号“福建东南电视台”，是全国最早的省级上星频道之一。
1997年，中国最早的流行音乐电视节目之一《非常音乐》开播。1998年1月，借鉴台湾综艺节目《五灯奖》的《银河之星大擂台》开播，1998年6月，借鉴台湾综艺节目《超级星期天》的《开心100》开播，两大王牌节目使东南电视台收视率和影响力达到巅峰，进入当时国内一线卫视阵营。
2003年，创办“东南劲爆音乐榜”，为全国首个由省级卫视发起的流行音乐排行榜和颁奖典礼。
2004年，知名综艺节目制片人张昌琦出走东南电视台，加入光线传媒，东南电视台开始将重心转向对台宣传，创办全国省级卫视中首个以台湾新闻为主的资讯节目《海峡新干线》。
2005年10月1日零时，启用全新海鸥台标，呼号改为“东南卫视”。
2006年3月，东南卫视改版，王牌节目《银河之星大擂台》停播，在每晚黄金时间打造“欢乐海峡”节目带，播出七档自办栏目《我从台湾来》、《神州侠侣》、《美丽佩配》、《娱人码头》、《不叮不停》、《开心100》、《超级明星》。
2011年，东南卫视推出“东南创意季，我的定制时代”投票活动，旨在由观众决定其新节目样式。
2013年，东南卫视台海节目大幅扩容，每日涉台节目播出时长提高至一小时以上。
2014年5月，东南卫视启动“独立制片人制”改革，打造“中国海洋文化特色第一平台”和“海峡两岸资讯传播第一平台”。
2015年9月6日零点起，东南卫视节目全高清化播出。2017年12月20日，该电视频道在澳门落地播出。
2019年，东南卫视启动工作室制改革，融媒创新工作室、形象包装工作室、大型活动工作室实行市场化运行、绩效式考核。
2020年10月，福建省广播影视集团旗下东南卫视和海峡卫视合并，成立卫视中心。
2021年10月22日，福建少儿频道正式与卫视中心一套班子运营。

## 主播
- 楊洋
- 艾珂竹
- 廖小立
- 施源
- 徐子喬
- 陳赫男（駐台北）

### 主持人
- 蜗牛（陈鹏杰）
- 叶紫薇（兼福建少儿频道主持人）
- 文享艺（兼福建少儿频道主持人）
- 郑小烨（樱桃）

## 節目列表
- 《食来运转》，播出時間：上午11:35。
- 《海峡午报》，播出時間：中午12:00。
- 《娱乐乐翻天》，播出時間：下午17:58。（已停播）
- 《福建卫视新闻》，播出時間：下午18:30。
- 《海峽新幹線》，播出時間：晚上22:00（特殊情况顺延并适时缩短时长）。
- 《东南晚报》，播出时间：晚上23:00。
- 《台湾新闻脸》，播出时间：周一晚21:20。
- 《东南军情》，播出时间：周六晚21:20。
- 《中国正在说》，播出時間：周五、日晚21:10。
- 《魯豫有約一日行》第五季，播出時間：周三晚21:20。